# A Hathaway kísértetlak epizódjainak listája
Ez a lap a A Hathaway kísértetlak című amerikai filmsorozat részeinek felsorolását tartalmazza.

## Évados áttekintés
| Évad | Évad | Epizódok | Eredeti sugárzás | Eredeti sugárzás | Magyar sugárzás a -on | Magyar sugárzás a -on | Magyar sugárzás a -en | Magyar sugárzás a -en |
| Évad | Évad | Epizódok | Évadpremier      | Évadfinálé       | Évadpremier           | Évadfinálé            | Évadpremier           | Évadfinálé            |
| ---- | ---- | -------- | ---------------- | ---------------- | --------------------- | --------------------- | --------------------- | --------------------- |
|      | 1    | 26       | 2013. július 13. | 2014. május 31.  | 2014. május 25.       | 2015. április 7.      | 2021. július 5.       | 2021. július 22.      |
|      | 2    | 21       | 2014. június 28. | 2015. március 5. | 2015. április 1.      | TBA                   | 2021. július 22.      | TBA                   |

## Epizódok

### 1. évad
| #   | Eredeti cím           | Magyar cím               | Rendezte           | Írta                               | Eredeti premier      | Magyar premier a -on              | Magyar premier a -en |
| --- | --------------------- | ------------------------ | ------------------ | ---------------------------------- | -------------------- | --------------------------------- | -------------------- |
| 1.  | Pilot                 | Szellemi fölény          | Bruce Leddy        | Robert Peacock                     | 2013. július 13.     | 2014. május 25.                   | 2021. július 5.      |
| 2.  | Haunted Sleepover     | Szellemes pizsamaparti   | Roger Christiansen | Ray Lancon                         | 2013. július 20.     | 2014. június 1.                   | 2021. július 5.      |
| 3.  | Haunted Science Fair  | Szellemes tudomány       | Roger Christiansen | Bob Smiley                         | 2013. július 27.     | 2014. június 8.                   | 2021. július 6.      |
| 4.  | Haunted Kids          | Szellemes gyerekek       | Shannon Flynn      | Maiya Williams                     | 2013. augusztus 3.   | 2014. június 22.                  | 2021. július 6.      |
| 5.  | Haunted Volleyball    | Szellemes röplabda       | Roger Christiansen | Boyce Bugliari & Jamie McLaughlin  | 2013. augusztus 10.  | 2014. június 15.                  | 2021. július 7.      |
| 6.  | Haunted Babysitter    | A szellemes bébiszitter  | Eric Dean Seaton   | Mike Dieffenbach                   | 2013. szeptember 14. | 2014. július 13.                  | 2021. július 7.      |
| 7.  | Haunted Doll          | A szellemes baba         | Shannon Flynn      | Jonathan Butler & Gabriel Garza    | 2013. szeptember 21. | 2014. június 29.                  | 2021. július 8.      |
| 8.  | Haunted Dog           | A szellemes öleb         | Eric Dean Seaton   | Heather Wordham                    | 2013. szeptember 28. | 2014. július 6.                   | 2021. július 8.      |
| 9.  | Haunted Play          | Szellemes előadás        | Roger Christiansen | Ray Lancon                         | 2013. október 5.     | 2014. november 16.                | 2021. július 9.      |
| 10. | Haunted Interview     | Szellemes interjú        | Trevor Kirschener  | Bob Smiley                         | 2013. október 12.    | 2014. november 23.                | 2021. július 9.      |
| 11. | Haunted Halloween     | Szellemes Halloween      | Roger Christiansen | Robert Peacock                     | 2013. október 19.    | 2014. december 21.                | 2021. július 12.     |
| 12. | Haunted Principal     | Szellemes igazgató       | Roger Christiansen | Boyce Bugliari & Jamie McLaughlin  | 2013. november 2.    | 2014. december 7.                 | 2021. július 12.     |
| 13. | Haunted Cookie Jar    | Szellemes sütis bödön    | Shannon Flynn      | Blake J. Williger                  | 2013. november 9.    | 2014. december 14.                | 2021. július 13.     |
| 14. | Haunted Camping       | Szellemes táborozás      | Trevor Kirschener  | Heather Wordham                    | 2013. november 16.   | 2014. december 28.                | 2021. július 13.     |
| 15. | Haunted Boat          | Szellemes hajó           | Trevor Kirschener  | Jonathan Butler                    | 2013. november 23.   | 2015. január 18.                  | 2021. július 14.     |
| 16. | Haunted Bakery        | Szellemes pékség         | Bruce Leddy        | Robert Peacock                     | 2013. november 30.   | 2014. július 20.                  | 2021. július 14.     |
| 17. | Haunted Brothers      | Szellemes fivérek        | Roger Christiansen | Boyce Bugliari & Jamie McLaughlin  | 2014. január 4.      | 2015. január 4.                   | 2021. július 15.     |
| 18. | Haunted Prank         | Szellemes tréfák         | Shannon Flynn      | Maiya Williams                     | 2014. január 11.     | 2014. november 30.                | 2021. július 15.     |
| 19. | Haunted Crushing      | Szellemes nővérek        | Bruce Leddy        | Boyce Bugliari & Jamie McLaughlin  | 2014. február 8.     | 2014. július 27.                  | 2021. július 16.     |
| 20. | Haunted Visitor       | Szellemes látogató       | Shannon Flynn      | Mike Dieffenbach                   | 2014. február 15.    | 2014. január 11.                  | 2021. július 16.     |
| 21. | Haunted Secret Agent  | A szellemes titkosügynök | Trevor Kirschener  | Boyce Bugliari & Jamie McLaughlin  | 2014. március 22.    | 2015. március 30.                 | 2021. július 19.     |
| 22. | Haunted Bowling Alley | A szellemes bowlingpálya | Eric Dean Seaton   | Maiya Williams                     | 2014. április 12.    | 2015. március 31.                 | 2021. július 19.     |
| 23. | Haunted Boo Crew      | Szellemes huhogók        | Eric Dean Seaton   | Robert Peacock                     | 2014. április 26.    | 2015. április 2.                  | 2021. július 20.     |
| 24. | Haunted Duel          | Szellemes párbaj         | Trevor Kirschener  | Boyce Bugliari & Jamie McLaughlin  | 2014. május 17.      | 2015. április 6.                  | 2021. július 20.     |
| 25. | Haunted Viking        | A szellemes viking       | Roger Christiansen | Mike Dieffenbach & Heather Wordham | 2014. május 17.      | 2015. április 3.                  | 2021 július 21.      |
| 26. | Haunted Voodoo        | Szellemes vudu           | Roger Christiansen | Ray Lancon & Bob Smiley            | 2014. május 31.      | 2015. április 7. 2016. július 31. | 2021. július 21-22.  |

### 2. évad
| #   | Eredeti cím             | Magyar cím               | Rendezte           | Írta                               | Eredeti premier      | Magyar premier a -on | Magyar premier a -en |
| --- | ----------------------- | ------------------------ | ------------------ | ---------------------------------- | -------------------- | -------------------- | -------------------- |
| 27. | Haunted Newbie          | A szellemes újonc        | Roger Christiansen | Boyce Bugliari, Jamie McLaughlin   | 2014. június 28.     | 2015. április 9.     | 2021. július 22.     |
| 28. | Haunted Sleepover       | Szellemes pizsamaparti   | Roger Christiansen | Heather Wordham                    | 2014. június 28.     | 2015. április 8.     | 2021. július 23.     |
| 29. | Mostly Ghostly Girl     | Szellemes mentőakció     | Jonathan Judge     | Boyce Bugliari, Jamie McLaughlin   | 2014. augusztus 16.  | 2015. április 1.     | 2021. július 23.     |
| 30. | Haunted Heartthrob      | Szellemes szerelem       | Trevor Kirschner   | Bob Smiley                         | 2014. szeptember 6.  | 2015. augusztus 14.  | 2021. július 26.     |
| 31. | Haunted Besties         | Szellemes öribarik       | Trevor Kirschner   | Ray Lancon                         | 2014. szeptember 13. | 2015. augusztus 21.  | 2021. július 26.     |
| 32. | Haunted Mind Games      | Szellemes pszichológia   | Shannon Flynn      | Maiya Williams                     | 2014. szeptember 20. | 2015. augusztus 28.  | 2021. július 27.     |
| 33. | Haunted Telescope       | Szellemes távcső         | Eric Dean Seaton   | Blake J. Williger                  | 2014. szeptember 27. | 2015. szeptember 4.  | 2021. július 27.     |
| 34. | Haunted Rapper          | A szellemes rapper       | Eric Dean Seaton   | Blake J. Williger                  | 2014. október 4.     | 2015. szeptember 11. | 2021. július 28.     |
| 35. | The Haunted Thundermans | A szellemes Thundermanék | Trevor Kirschner   | Boyce Bugliari, Jamie McLaughlin   | 2014. október 11.    | 2016. január 24.     | 2021. július 28.     |
| 36. | Haunted Secret          | Szellemes titok          | Trevor Kirschner   | Boyce Bugliari, Jamie McLaughlin   | 2014. november 1.    | 2015. szeptember 18. | 2021. július 29.     |
| 37. | Haunted Whodunnit       | A szellemes nyomozás     | Roger Christiansen | Robert Peacock                     | 2014. november 8.    | 2015. október 2.     | 2021. július 29.     |
| 38. | Haunted Mascot          | Szellemes jelmez         | Eric Dean Seaton   | Lauren Bachelis                    | 2014. november 15.   | 2015. szeptember 25. | 2021. július 30.     |
| 39. | Haunted Charm School    | A szellemes bájtanoda    | Trevor Kirschener  | Bob Smiley                         | 2014. november 22.   | 2015. október 9.     | 2021. július 30.     |
| 40. | Haunted Temptation      | TBA                      | Eric Dean Seaton   | Robert Peacock                     | 2015. február 23.    | TBA                  | TBA                  |
| 41. | Haunted Date            | TBA                      | Jonathan Weiss     | Heather Wordham                    | 2015. február 24.    | TBA                  | TBA                  |
| 42. | Haunted Toy Store       | TBA                      | Roger Christiansen | Greg Schaffer                      | 2015. február 25.    | TBA                  | TBA                  |
| 43. | Haunted Mentor          | TBA                      | Robert Peacock     | Maiya Williams                     | 2015. február 26.    | TBA                  | TBA                  |
| 44. | Haunted Ghost Tour      | TBA                      | Robert Peacock     | Boyce Bugliari és Jamie McLaughlin | 2015. március 2.     | TBA                  | TBA                  |
| 45. | Haunted Surprise        | TBA                      | Robert Peacock     | Ray Lancon                         | 2015. március 3.     | TBA                  | TBA                  |
| 46. | Haunted Swamp           | TBA                      | Trevor Kirschener  | Lauren Bachelis                    | 2015. március 4.     | TBA                  | TBA                  |
| 47. | Haunted Family          | TBA                      | Shannon Flynn      | Mike Dieffenbach                   | 2015. március 5.     | TBA                  | TBA                  |